# Karl Fenkl
Karl Fenkl (24. července 1847 Horní Nivy – 18. srpna 1920 Chodov) byl německý podnikatel, majitel porcelánky Richter, Fenkl & Hahn, který vykonával mezi léty 1890 až 1901 úřad starosty Chodova. Během trvání jeho starostenského úřadu došlo k výraznému demografickému i průmyslovému rozvoji města a v roce 1894 i k povýšení Chodova na město.

## Život
Karl Fenkl se narodil 24. července v Horních Nivách jako nemanželské dítě. Jeho matka Marie Anna pracovala jako nádenice. Základní školu již navštěvoval v blízkém Chodově. Po dokončení povinné školní docházky v polovině 60. let 19. století jako řadový zaměstnanec do chodovské porcelánky Hass & Czjzek, kde pracoval v oddělení užitkového porcelánu.

### Majitel porcelánky

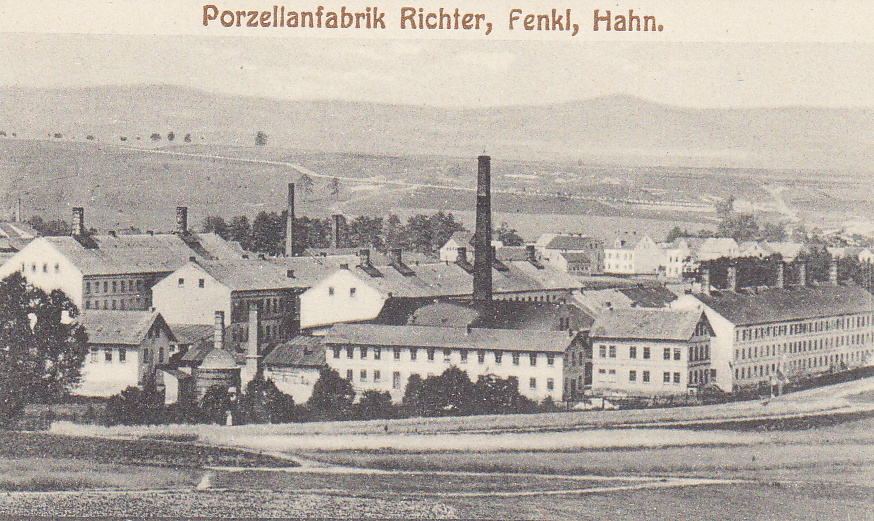
Areál chodovské porcelánky Richter, Fenkl & Hahn na počátku 20. století.

V roce 1882 se rozhodl dát výpověď a v následujícím roce založil společně s dvěma společníky - Albertem Richterem a Aloisem Hahnem – porcelánku Richter, Fenkl & Hahn. Od roku 1886 byli majiteli porcelánky Karel Fenkl, který zároveň působil jako technický ředitel, a Anton Langer, který zastával funkci obchodního ředitele. Samotné budovy porcelánky zabíraly plochu jednoho hektaru. K nim ovšem patřily i rozsáhlé pozemky o výměře 18 hektarů, na kterých se nacházel les i tovární rybník. V rámci celého areálu byl mlýn na porcelánovou masu, několik točíren, tiskárny, malírny, dekorační oddělení, dílny pro zámečníky, kováře a tesaře a vlastní povoznictví. V době největší slávy firmy zaměstnávala porcelánka Richter až devět set zaměstnanců z Chodova a okolí.

### Člen městské rady
Na počátku 80. let se začal Karl Fenkl čím dál výrazněji zapojovat do společenského a politického života rychle rostoucího města. V roce 1882 došlo v Chodově během výstavby nové hasičské zbrojnice k velkým sporům v rámci chodovského sboru dobrovolných hasičů. Protože nebyl nikdo, kdo by se nevděčné úlohy chtěl ujmout, požádal nakonec v roce 1884 Karl Fenkl městskou radu, aby jej jmenovala náčelníkem hasičského sboru. V jeho čele stál až do roku 1903, kdy z funkce odstoupil a byl jmenován čestným náčelníkem chodovských hasičů.
Podobně aktivně se angažoval jako člen městské rady, ve které poprvé zasedl na počátku 80. let 19. století, kdy mu ještě nebylo ani třicet pět let. V roce 1888 inicioval sbírku na vytvoření pomníku císaře Josefa II. Obecní zastupitelstvo návrh podpořilo a během jediného roku se od obyvatel města, spolků a mecenášů podařilo vybrat 1600 zlatých potřebných k vybudování pomníku. Socha byla odlita ve slévárnách hraběte Salma v Blansku. Slavnostní odhalení sochy proběhlo 18. srpna 1889 u budovy chlapecké školy.

### Starosta města

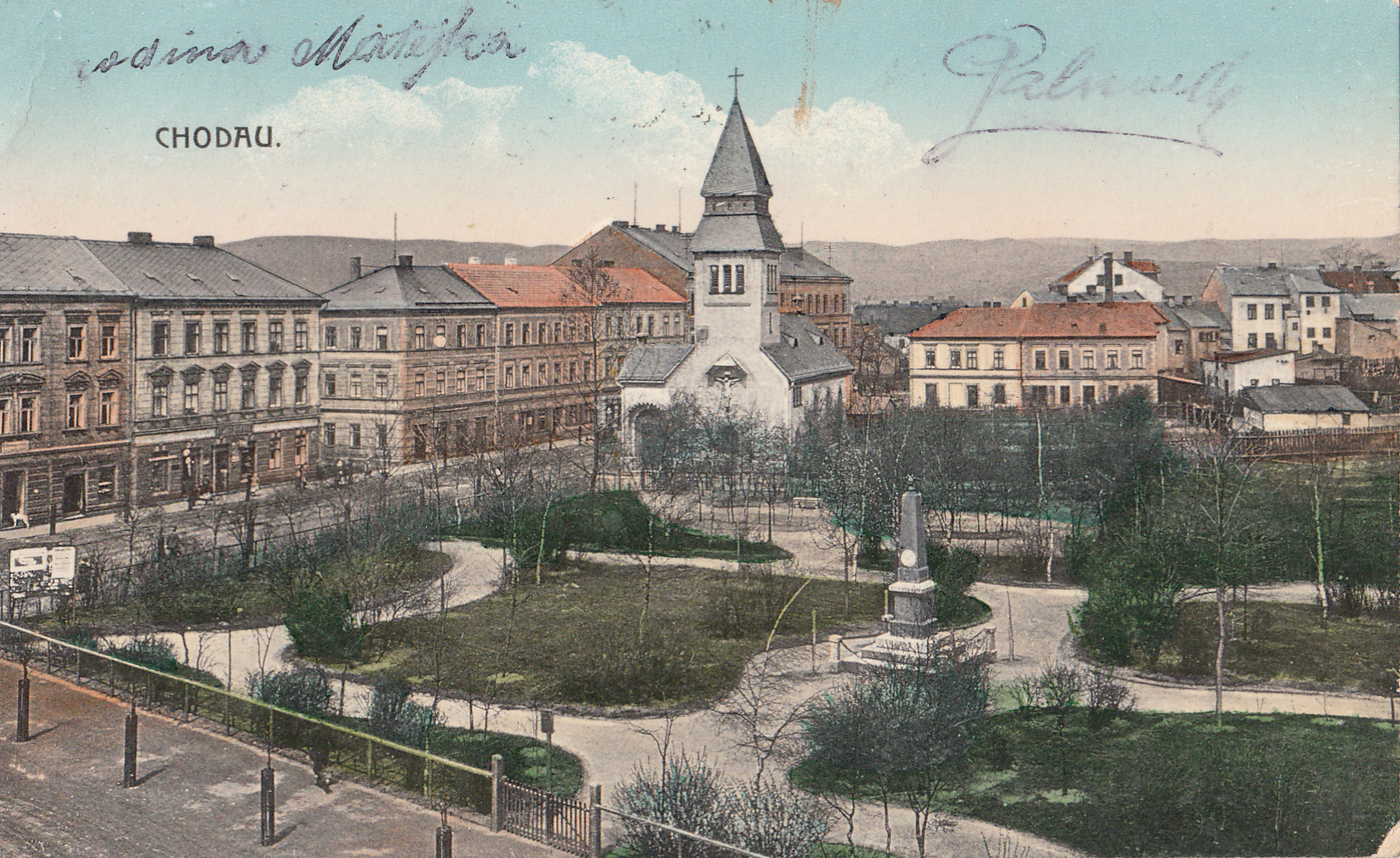
Městský park v Chodově, založený v roce 1893 Karlem Fenklem

V roce 1890 se stal starostou Chodova a nahradil tak ve funkci končícího Wenzla Hoffmanna. Hned po nástupu se vzdal svého starostenského platu a všech dalších odměn s tím spojených a po celou dobu výkonu funkce tyto prostředky věnoval do údržby komunikací a chodníků ve městě. Za jeho úřadování zažilo město velký stavební rozkvět. Byly nově zmapovány ulice a byl vytvořen městský plán rozvoje pro další desetiletí. Protože původní náměstí u kostela nevyhovovalo svými rozměry a povahou svému účelu, byla starostou vybrána do té doby nevyužitá plocha v ohybu Chodovského potoka. Postupně začala její přeměna na moderní čtvrť, na jejímž konci byla jako první stavba v roce 1887 vybudována nová obecní chlapecká škola. Mezi lety 1888 a 1898 zde vznikla souvislá činžovní zástavba, které se po svém zakladateli dostalo v roce 1893 názvu Fenklova ulice. V roce 1894 se podařilo Karlu Fenklovi po mnoha vyjednáváních dosáhnout vrcholu své politické kariéry. V září toho roku byl Chodov povýšen na město a byl mu udělen městský znak.
| „                                                                          | Chodov tvoří dvě porcelánky, dva uhelné doly, osm cihelen a jedna pila. Jedna státní pošta, dva lékaři a jeden četník. Chodov je dále i jedna lékárna, jeden hotel, dvacet tři hostinců s výčepy, sto deset živnostníků, jedna spořitelna, dvě školy a jeden kostel. Ale co tvoří náš Chodov hlavně, to jsou inteligentní a srdeční obyvatelé, kteří by bez špetky studu mohli patřit do kterékoliv i mnohem větší obce. | “ |
| — Karl Fenkl v žádosti císaři o povýšení Chodova na město, 30. června 1892 | |   |

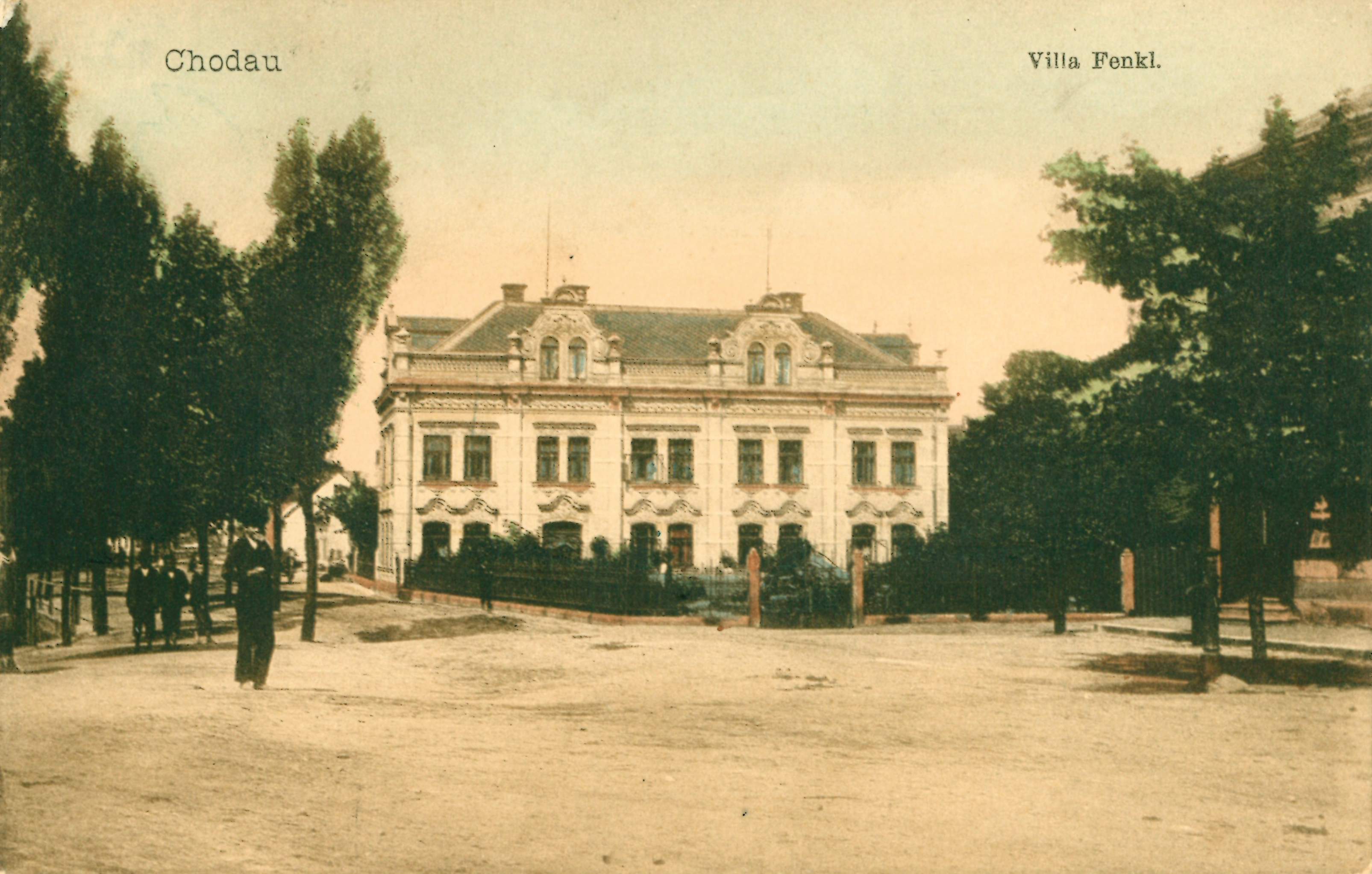
Fenklova vila, vystavěná v letech 1880-1900 sloužila rodině Fenklů až do konce druhé světové války. V 60. letech 20. století pak byla zbořena.

I zbytek svého působení v úřadu zasvětil aktivní starosti o rozvoj města. Nechal vystavět novou silnici do Smolnice, založit první městskou spořitelnu, vydláždit městské náměstí, zřídit první kanalizaci a na své náklady také městský park, jehož údržbu platil ze svých prostředků až do smrti. Dne 25. září 1898 se v parku z iniciativy starosty Fenkla uskutečnilo odhalení válečného pomníku na památku obětí válek. V roce 1901 odstoupil z úřadu starosty a odešel do penze. Prakticky vzápětí, dne 12. června 1901, zastupitelstvo města na slavnostním zasedání schválilo jmenování Karla Fenkla čestným občanem města za jeho velké zásluhy o rozvoj obce. O měsíc později, 24. července 1901, mu císař František Josef I. udělil rytířský kříž Řádu Františka Josefa za zásluhy o rozvoj monarchie.

### Konec života
I po roce 1901 zůstal ve městě aktivní, zasahoval do společenského života a bohatě jej sponzoroval. V roce 1905 nechal na své náklady vytvořit nové vitrážové okno v chodovském kostele svatého Vavřince. Na sklonku života předal svůj podnik svému stejnojmennému synovi. Zemřel po těžké nemoci ve své chodovské vile dne 18. srpna 1920. Byl pochován do rodinné hrobky na městském hřbitově.

## Odkaz
V minulosti se v Chodově k poctě Karla Fenkla nacházelo několik památníků (např. pamětní deska v budově školy) a od roku 1893 do roku 1920 nesla jeho jméno i dnešní ulice Dukelských hrdinů (Karl Fenkl Straße). Od roku 1901 je také čestným občanem města Chodova a za svého života obdržel rytířský kříž Řádu Františka Josefa. Jeho potomci byli vysídleni z Chodova během hromadného vysidlování Němců z Československa a dnes žijí v Německu.